# Ursula Winter
Ursula Winter (geb. vor 1972) ist eine deutsche promovierte Lehrbeauftragte für französische Philologie am Institut I für Philosophie, Literatur-, Wissenschafts- und Technikgeschichte der Technischen Universität Berlin.
Eines ihrer Spezialgebiete ist die Forschung um Denis Diderot, insbesondere dessen Verhältnis zur Naturphilosophie, Anthropologie und Erkenntnistheorie sowie der Folgen der Encyclopédie ou Dictionnaire raisonné des sciences, des arts et des métiers auf den Paradigmenwechsel im naturwissenschaftlichen, technischen und philosophischen Diskurs des 18. Jahrhunderts. Ferner beschäftigt sie sich mit der Philosophie der französischen Aufklärung und mit dem intellektuellen Einfluss von Gottfried Wilhelm Leibniz auf die französischen Philosophie und dessen Rezeptionsgeschichte.

## Publikationen (Auswahl)
- Der Materialismus bei Diderot. Librairie Droz, Genève 1972, ISBN 2-600-03851-5.
- Wissenschaftsmethodologie und Moral. In: Dietrich Harth, Martin Raether (Hrsg.): Denis Diderot oder die Ambivalenz der Aufklärung. Königshausen & Neumann, Würzburg 1987, ISBN 3-88479-277-6, S. 157–184.
- Philosophie des sciences et morale matérialiste. Le Troisième dialogue du Rêve de d’Alembert. In: Studies on Voltaire and the Eighteenth Century. Oxford 1983, S. 370 ff.
- Von der Courtisane philosophe zur femme-matrice. Aspekte des Frauenbildes in der Encyclopédie. In:  Lendemains, Numéro spécial Simone de Beauvoir, 94 / 1999, S. 123ff.
- Aspects de la méthode expérimentale chez Diderot. In: Studies on Voltaire and the Eightennth Century. 1989, S. 503ff.
- Leibniz und Diderot. Aspekte der Leibniz-Rezeption in der Naturphilosophie der französischen  Aufklärung. In: Hans Poser (Hrsg.): Nihil sine ratione, Akten des VII. Internationalen Leibniz-Kongresses. Bd. III, Berlin 2001, S. 137 ff.
- Naturphilosophie und Naturwissenschaften. In: Horst Albert Glaser, György Mihaly Vajda (Hrsg.): Die Wende von der Aufklärung zur Romantik 1760–1820: Epoche im Überblick (= Comparative History of Literatures in European Languages, Bd. 14). John Benjamins Pub. Co., Amsterdam / Philadelphia 2001, ISBN 1-5561-9671-7, S. 173–208.
- Vom Salon zur Akademie. Émilie Du Châtelet und der Transfer naturwissenschaftlicher und philosophischer Paradigmen innerhalb der europäischen Gelehrtenrepublik des 18. Jahrhunderts. In: Gesa Stedman, Margarete Zimmermann (Hrsg.): Höfe – Salons – Akademien. Kulturtransfer und Gender im Europa der Frühen Neuzeit. Georg Olms Verlag, Hildesheim 2006, ISBN 3-4871-3268-0, S. 285–306.
- Diderot und Leibniz. Die Leibniz-Rezeption in der Naturphilosophie der französischen Aufklärung. In: Studia Leibnitiana, Band XXXVI/I. Franz Steiner Verlag, Wiesbaden 2004, S. 57–69.
- Zeitreise in die Unendlichkeit des Universums – Leibniz und Diderot zur Struktur des Kosmos. In: TRANS. Internet-Zeitschrift für Kulturwissenschaften, No. 16/2005.
- Übersetzungsdiskurse der französischen Aufklärung. Die Newton-Übersetzung von Emilie du Châtelet. In Brunhilde Wehinger, Hilary Brown (Hrsg.): Übersetzungskultur im 18. Jahrhundert. Übersetzerinnen in Deutschland, Frankreich und der Schweiz (= Aufklärung und Moderne, 12). Wehrhahn-Verlag, 2008, ISBN 3-8652-5212-5, S. 19–36.
- Leibniz und die Naturtheorien der französischen Aufklärung: Die Rezeption der Begriffe von Monas und Körper, Einheit und Aggregat im Naturdiskurs der Encyclopédie. In: Herbert Breger, Jürgen Herbst, Sven Erdner (Hrsg.): Einheit in der Vielheit, Nachtragsband zum VIII. Internationalen Leibniz-Kongress. Gottfried-Wilhelm-Leibniz-Gesellschaft, Hannover 2006, ISBN 3-9808-1671-0, S. 235–243.